# Prägnanz
Ein Ausdruck ist prägnant, wenn dieser trotz Kürze einen hohen Bedeutungsgehalt aufweist. Das Gegenteil von Prägnanz implizieren Begriffe wie Umständlichkeit, Weitschweifigkeit oder Ungenauigkeit.

## Allgemeines
Das Wort leitet sich vom lateinischen Adjektiv praegnans für „schwanger“ bzw. bei Tieren „trächtig“ ab. Im übertragenen Sinn bedeutet es „randvoll gefüllt“ oder „strotzend vor Inhalt“. Die prägnante Schilderung einer Situation verzichtet also auf Füllwörter und inhaltsleere Floskeln und kommt sofort zum wesentlichen Kern.

### Beispiel
Der Referent stellte die wirtschaftliche Lage des Unternehmens mit außerordentlicher Prägnanz dar.

Dies bedeutet, dass die Situation des Unternehmens kurz und treffend dargestellt wurde, der Vortrag also auf das Wesentliche beschränkt war.

## Kommunikationspsychologische Bestimmung
Werden die Länge eines Textes mit seinen inhaltlichen Aussagen in Relation gesetzt, so lässt sich eine Aussage über seinen „Prägnanzgrad“ treffen. Je kürzer und aussagekräftiger eine Darstellung ist, als desto prägnanter muss sie angesehen werden. Um die Verständlichkeit des Textes jedoch nicht zu gefährden, muss bei der Formulierung die Zielgruppe und deren (Vor)Kenntnisstand berücksichtigt werden.
Nach Friedemann Schulz von Thun (1981) stellen die Gegensätze Kürze und Prägnanz einerseits und Weitschweifigkeit andererseits die zwei Pole von Textmerkmalen unter dem Aspekt ihrer Verständlichkeit dar.

## Klassische Rhetorik
In der Rhetorik bezeichnet Prägnanz heute im eigentlichen Sinne eine Stilfigur der semantischen Emphase, bei der ein einfacher Begriff in solcher Weise eingesetzt wird, dass seine Konnotationen die eigentlichen Bedeutungsträger sind, während ein rein wörtliches Verstehen zu einer Binsenweisheit führen würde: So soll etwa „Er ist ein wahrer Mann“ heißen „Er ist mutig und tapfer“; „Kinder sind Kinder“ heißt „Kinder sind unvernünftig und verspielt“.

## Ergänzungen
- Das Verb imprägnieren [ = ein Material (z. B. Textilien, Holz) wetterfest machen] geht auf denselben lateinischen Wortstamm zurück und bedeutet im ursprünglichen Wortsinn schwängern.
- Die klassische Gestaltpsychologie formulierte mehrere Gestaltgesetze der Wahrnehmung. Eines davon ist das Gesetz der Prägnanz. Es besagt, dass in einer Vielzahl von Elementen jene zuerst wahrgenommen werden, die sich in einer oder mehreren Eigenschaften von den anderen abheben.
 In diesem Zusammenhang ist der Begriff Prägnanz mehr im Sinne von „Hervorgehobensein“ oder „Auffälligkeit“ zu verstehen.